# Olympische Sommerspiele 2004/Leichtathletik – 1500 m (Männer)
Der 1500-Meter-Lauf der Männer bei den Olympischen Spielen 2004 in Athen wurde am 20., 22. und 24. August 2004 im Olympiastadion Athen ausgetragen. 38 Athleten nahmen teil.
Olympiasieger wurde der Marokkaner Hicham El Guerrouj. Er gewann vor dem Kenianer Bernard Lagat und dem Portugiesen Rui Silva.
Der deutsche Teilnehmer Wolfram Müller schied in der Vorrunde aus.

Athleten aus der Schweiz, Österreich und Liechtenstein nahmen nicht teil.

## Titelträger
| Olympiasieger 2000                      | Noah Ngeny ( Kenia)           | 3:32,07 min | Sydney 2000        |
| Weltmeister 2003                        | Hicham El Guerrouj ( Marokko) | 3:31,77 min | Paris 2003         |
| Europameister 2002                      | Mehdi Baala ( Frankreich)     | 3:45,25 min | München 2002       |
| Panamerikanischer Meister 2003          | Hudson de Souza ( Brasilien)  | 3:45,72 min | Santo Domingo 2003 |
| Zentralamerika und Karibik-Meister 2003 | Juan Luis Barrios ( Mexiko)   | 3:44,78 min | St. George’s 2003  |
| Südamerika-Meister 2003                 | Fabiano Peçanha ( Brasilien)  | 3:39,74 min | Barquisimeto 2003  |
| Asienmeister 2003                       | Rashid Ramzi ( Bahrain)       | 3:41,66 min | Manila 2003        |
| Afrikameister 2004                      | Paul Korir ( Kenia)           | 3:39,48 min | Brazzaville 2004   |
| Ozeanienmeister 2002                    | Gareth Hyett ( Neuseeland)    | 3:53,64 min | Christchurch 2002  |

## Rekorde

### Bestehende Rekorde
| Weltrekord         | 3:26,00 min | Hicham El Guerrouj ( Marokko) | Rom, Italien                 | 14. Juli 1998      |
| Olympischer Rekord | 3:32,07 min | Noah Ngeny ( Kenia)           | Finale OS Sydney, Australien | 29. September 2000 |

Der bestehende olympische Rekord wurde bei diesen Spielen nicht erreicht. Die schnellste Zeit erzielte der marokkanische Olympiasieger Hicham El Guerrouj mit 3:34,19 min im Finale am 24. August. Den Rekord verfehlte er damit um 2,12 Sekunden. Zu seinem eigenen Weltrekord fehlten ihm 8,19 Sekunden.

### Rekordverbesserungen
Es gab einen neuen Landesrekord:
- 4:03,37 min – Roberto Mandje (Äquatorialguinea), zweiter Vorlauf

## Vorrunde
Insgesamt wurden drei Vorläufe absolviert. Für das Halbfinale qualifizierten sich pro Lauf die ersten fünf Athleten (hellblau unterlegt). Darüber hinaus kamen die neun Zeitschnellsten, die sogenannten Lucky Loser (hellgrün unterlegt), weiter.
Anmerkung: Alle Zeitangaben sind auf Ortszeit Athen (UTC+2) bezogen.

### Vorlauf 1

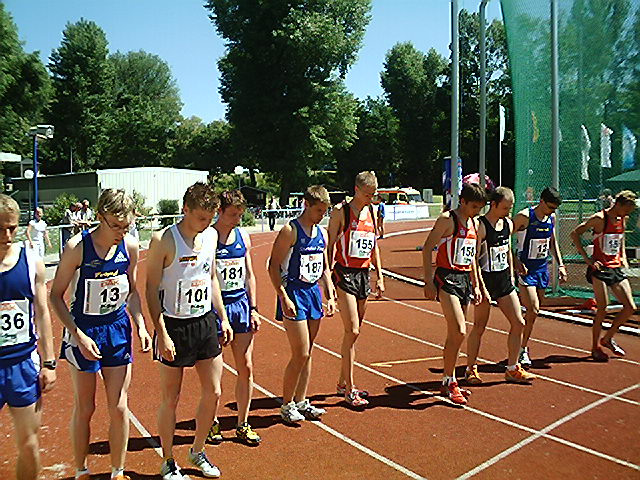
Wolfram Müller (Fünfter von rechts) scheiterte als Neunter des ersten Vorlaufs

20. August 2004, 19:40 Uhr
| Platz | Name               | Nation           | Zeit (min) | Anmerkung                                                     |
| ----- | ------------------ | ---------------- | ---------- | ------------------------------------------------------------- |
| 1     | Hicham El Guerrouj | Marokko          | 3:37,86    |                                                               |
| 2     | Rui Silva          | Portugal         | 3:37,98    |                                                               |
| 3     | Álvaro Fernández   | Spanien          | 3:38,34    |                                                               |
| 4     | Kamal Boulahfane   | Algerien         | 3:38,59    |                                                               |
| 5     | Isaac Songok       | Kenia            | 3:38,89    |                                                               |
| 6     | Kevin Sullivan     | Kanada           | 3:39,30    |                                                               |
| 7     | Michal Šneberger   | Tschechien       | 3:39,68    |                                                               |
| 8     | James Nolan        | Irland           | 3:41,14    |                                                               |
| 9     | Wolfram Müller     | Deutschland      | 3:46,75    |                                                               |
| 10    | Mounir Yemmouni    | Frankreich       | 3:51,08    |                                                               |
| 11    | Grant Robison      | USA              | 3:53,66    | nach Behinderung per Wildcard für das Halbfinale qualifiziert |
| 12    | Roberto Mandje     | Äquatorialguinea | 4:03,37    | NR                                                            |
| DNS   | Peter Roko Ashak   | Sudan            |            |                                                               |

### Vorlauf 2

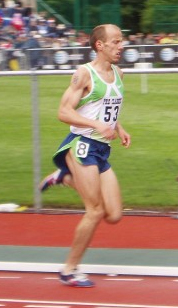
Alan Webb – ausgeschieden als Neunter des zweiten Vorlaufs
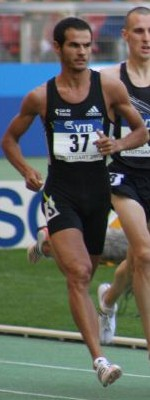
Mehdi Baala – ausgeschieden als Dreizehnter des zweiten Vorlaufs

20. August 2004, 19:48 Uhr
| Platz | Name                    | Nation      | Zeit (min) |
| ----- | ----------------------- | ----------- | ---------- |
| 1     | Reyes Estévez           | Spanien     | 3:39,71    |
| 2     | Bernard Lagat           | Kenia       | 3:39,80    |
| 3     | Nick Willis             | Neuseeland  | 3:39,80    |
| 4     | Adil Kaouch             | Marokko     | 3:39,88    |
| 5     | Mulugeta Wendimu        | Äthiopien   | 3:39,96    |
| 6     | Gert-Jan Liefers        | Niederlande | 3:40,10    |
| 7     | Hudson de Souza         | Brasilien   | 3:40,78    |
| 8     | Johan Cronje            | Südafrika   | 3:40,99    |
| 9     | Alan Webb               | USA         | 3:41,25    |
| 10    | Alexander Kriwtschonkow | Russland    | 3:41,37    |
| 11    | Abdulrahman Suleiman    | Katar       | 3:42,00    |
| 12    | Mohamed Khaldi          | Algerien    | 3:42,47    |
| 13    | Mehdi Baala             | Frankreich  | 3:46,06    |

### Vorlauf 3
20. August 2004, 19:56 Uhr
| Platz | Name                | Nation              | Zeit (min) |
| ----- | ------------------- | ------------------- | ---------- |
| 1     | Michael East        | Großbritannien      | 3:37,37    |
| 2     | Timothy Kiptanui    | Kenia               | 3:37,71    |
| 3     | Iwan Heschko        | Ukraine             | 3:37,78    |
| 4     | Rashid Ramzi        | Bahrain             | 3:37,93    |
| 5     | Tarek Boukensa      | Algerien            | 3:37,94    |
| 6     | Juan Carlos Higuero | Spanien             | 3:38,36    |
| 7     | Youssef Baba        | Marokko             | 3:38,71    |
| 8     | Manuel Damião       | Portugal            | 3:39,94    |
| 9     | Charles Gruber      | USA                 | 3:41,73    |
| 10    | Branko Zorko        | Kroatien            | 3:48,28    |
| 11    | Dou Zhaobo          | Volksrepublik China | 3:50,28    |
| 12    | Neil Weare          | Guam                | 4:05,86    |
| 13    | Jimmy Anak Ahar     | Brunei              | 4:14,11    |
| DNS   | Samwel Mwera        | Tansania            |            |

## Halbfinale
Für das Finale qualifizierten sich in den beiden Halbfinalläufen die ersten fünf Athleten (hellblau unterlegt). Darüber hinaus kamen die zwei Zeitschnellsten, die sogenannten Lucky Loser (hellgrün unterlegt), weiter.

### Lauf 1

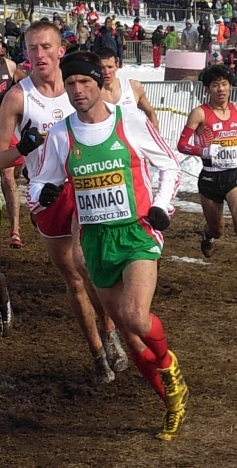
Manuel Damião – ausgeschieden als Achter des ersten Halbfinals
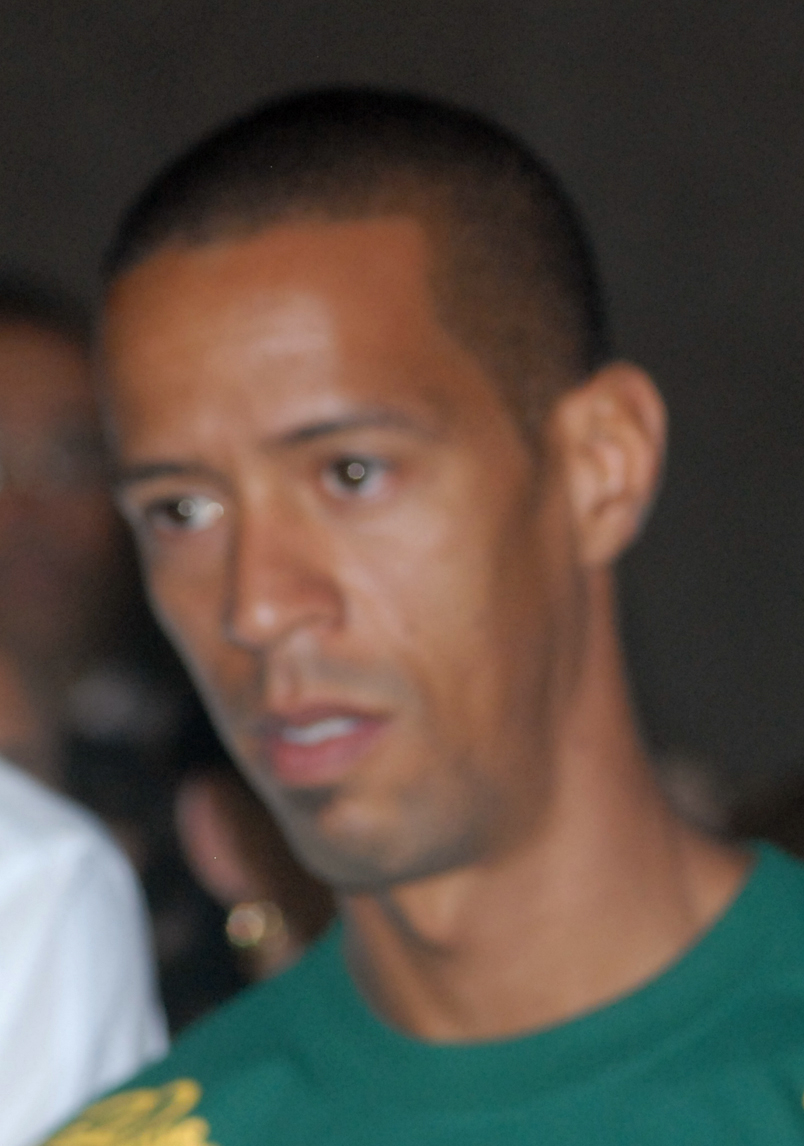
Hudson de Souza – ausgeschieden als Neunter des ersten Halbfinals
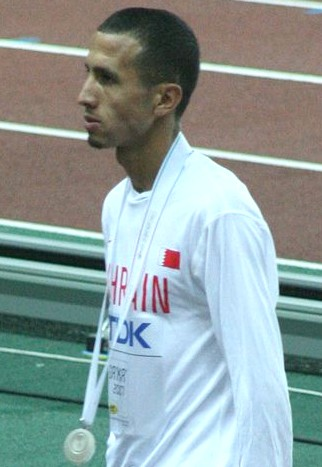
Rashid Ramzi – ausgeschieden als Elfter des ersten Halbfinals
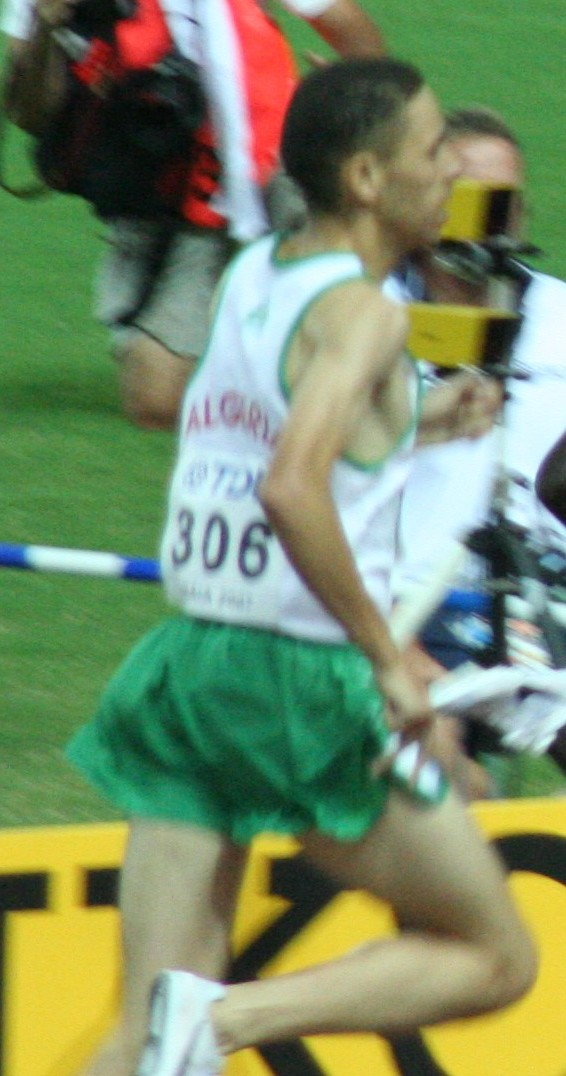
Tarek Boukensa – Aufgabe im ersten Halbfinale

22. August 2004, 21:50 Uhr
| Platz | Name             | Nation         | Zeit (min) |
| ----- | ---------------- | -------------- | ---------- |
| 1     | Adil Kaouch      | Marokko        | 3:35,69    |
| 2     | Bernard Lagat    | Kenia          | 3:35,84    |
| 3     | Gert-Jan Liefers | Niederlande    | 3:36,00    |
| 4     | Reyes Estévez    | Spanien        | 3:36,05    |
| 5     | Iwan Heschko     | Ukraine        | 3:36,20    |
| 6     | Michael East     | Großbritannien | 3:36,46    |
| 7     | Isaac Songok     | Kenia          | 3:37,10    |
| 8     | Manuel Damião    | Portugal       | 3:37,17    |
| 9     | Hudson de Souza  | Brasilien      | 3:38,83    |
| 10    | James Nolan      | Irland         | 3:42,61    |
| 11    | Rashid Ramzi     | Bahrain        | 3:44,60    |
| 12    | Grant Robison    | USA            | 3:47,03    |
| DNF   | Tarek Boukensa   | Algerien       |            |

### Lauf 2

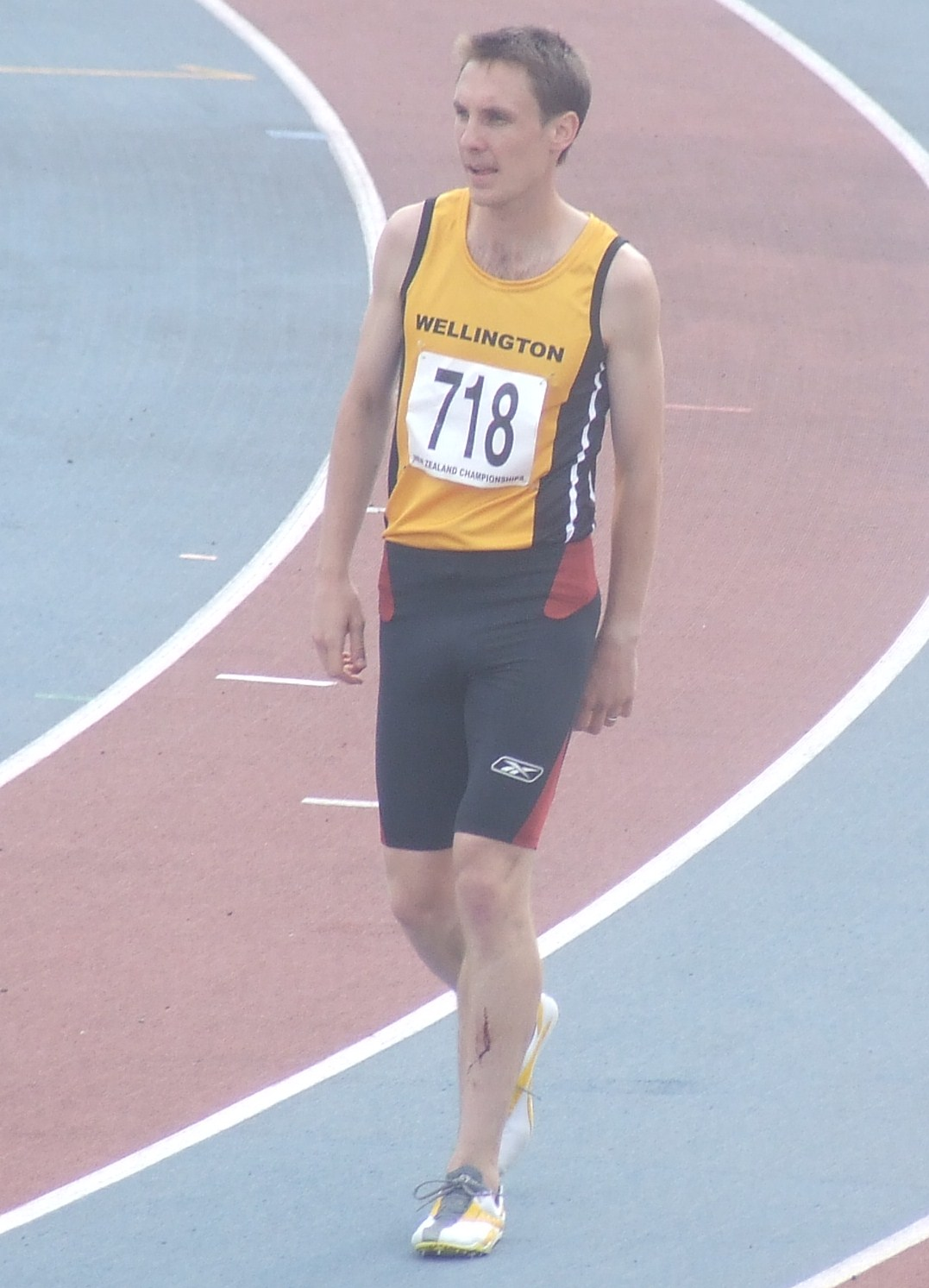
Nick Willis ausgeschieden als Sechster des zweiten Halbfinals
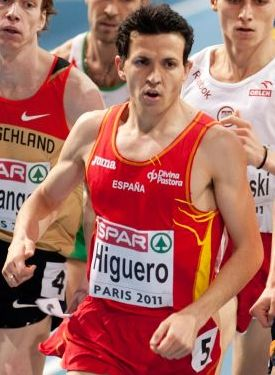
Juan Carlos Higuero – ausgeschieden als Achter des zweiten Halbfinals
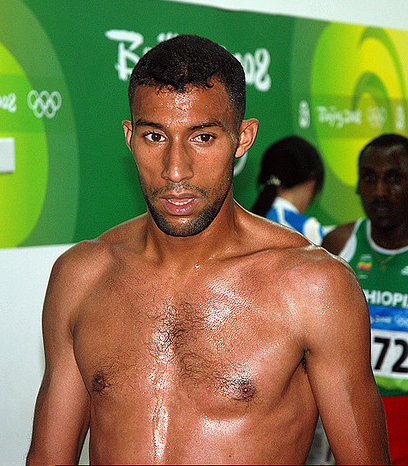
Youssef Baba – ausgeschieden als Zehnter des zweiten Halbfinals
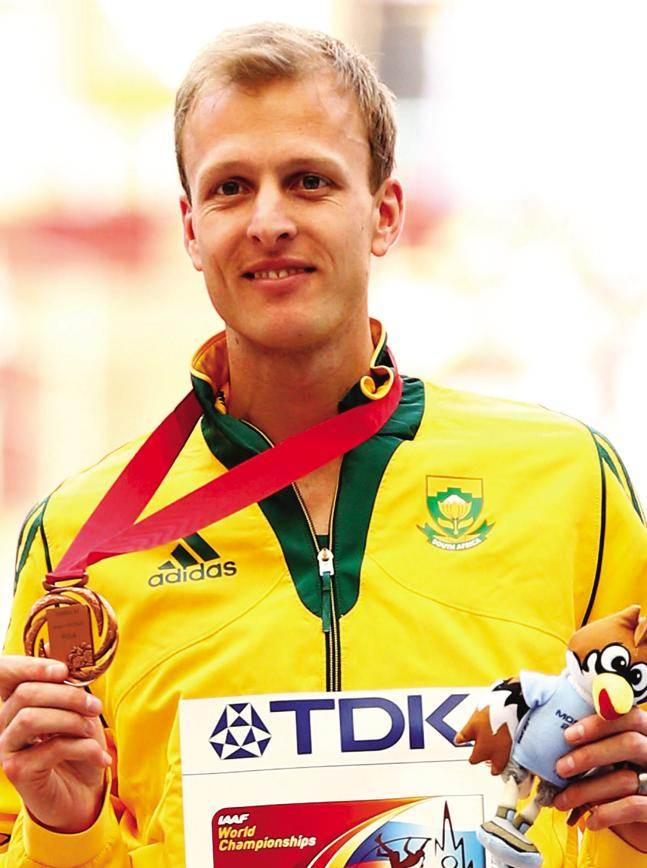
Johan Cronje – ausgeschieden als Elfter des zweiten Halbfinals

22. August 2004, 22:01 Uhr
| Platz | Name                | Nation     | Zeit (min) |
| ----- | ------------------- | ---------- | ---------- |
| 1     | Hicham El Guerrouj  | Marokko    | 3:40,87    |
| 2     | Rui Silva           | Portugal   | 3:40,99    |
| 3     | Timothy Kiptanui    | Kenia      | 3:41,04    |
| 4     | Mulugeta Wendimu    | Äthiopien  | 3:41,14    |
| 5     | Kamal Boulahfane    | Algerien   | 3:41,27    |
| 6     | Nick Willis         | Neuseeland | 3:41,46    |
| 7     | Álvaro Fernández    | Spanien    | 3:42,01    |
| 8     | Juan Carlos Higuero | Spanien    | 3:42,13    |
| 9     | Kevin Sullivan      | Kanada     | 3:42,86    |
| 10    | Youssef Baba        | Marokko    | 3:42,96    |
| 11    | Johan Cronje        | Südafrika  | 3:44,41    |
| 12    | Michal Šneberger    | Tschechien | 3:47,03    |

## Finale
24. August 2004, 23:40 Uhr
| Platz | Name               | Nation         | Zeit (min) |
| ----- | ------------------ | -------------- | ---------- |
| 1     | Hicham El Guerrouj | Marokko        | 3:34,19    |
| 2     | Bernard Lagat      | Kenia          | 3:34,30    |
| 3     | Rui Silva          | Portugal       | 3:34,68    |
| 4     | Timothy Kiptanui   | Kenia          | 3:35,61    |
| 5     | Iwan Heschko       | Ukraine        | 3:35,82    |
| 6     | Michael East       | Großbritannien | 3:36,33    |
| 7     | Reyes Estévez      | Spanien        | 3:36,63    |
| 8     | Gert-Jan Liefers   | Niederlande    | 3:37,17    |
| 9     | Adil Kaouch        | Marokko        | 3:38,26    |
| 10    | Mulugeta Wendimu   | Äthiopien      | 3:38,33    |
| 11    | Kamal Boulahfane   | Algerien       | 3:39,02    |
| 12    | Isaac Songok       | Kenia          | 3:41,72    |

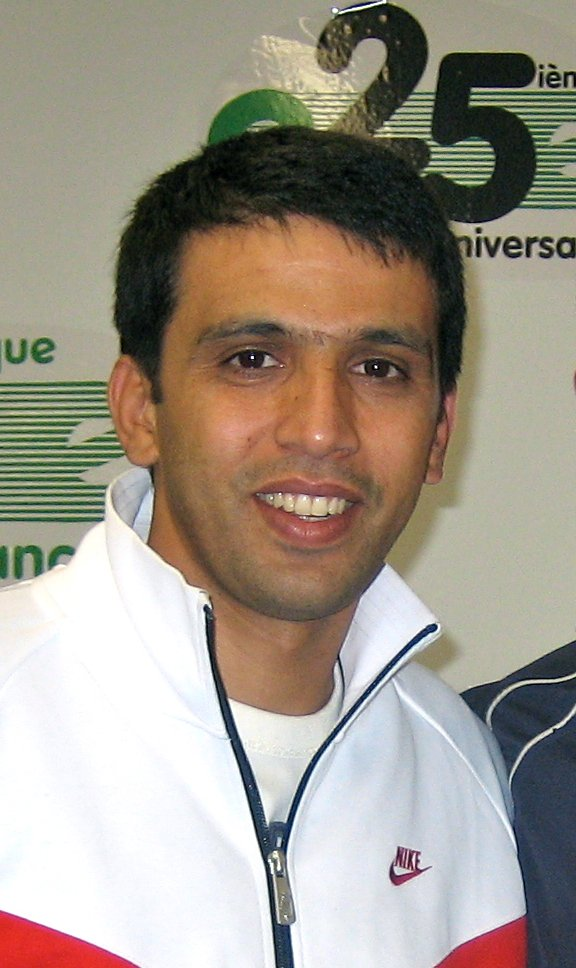
Hicham El Guerrouj, 2000 Olympiazweiter, errang diesmal Gold über 1500 und 5000 Meter

Für das Finale hatten sich drei Kenianer und zwei Marokkaner qualifiziert. Komplettiert wurde das Finalfeld durch je einen Starter aus Algerien, Äthiopien, den Niederlanden, Portugal, Spanien, der Ukraine und Großbritannien.
Als Favorit galt wie schon vor vier Jahren der marokkanische Weltmeister und Weltrekordhalter Hicham El Guerrouj. In Sydney hatte er sich noch mit der Silbermedaille zufriedengeben müssen. Als sein stärkster Gegner wurde der Kenianer Bernard Lagat, Vizeweltmeister von 2001 angesehen. Weitere Medaillenkandidaten waren der Europameister und Vizeweltmeister von 2003 Mehdi Baala aus Frankreich, der allerdings völlig indisponiert als Letzter seines Vorlaufs ausgeschieden war, und der spurtstarke WM-Dritte Iwan Heschko aus der Ukraine. Auch die bei den letzten Weltmeisterschaften nach Heschko platzierten Rui da Silva aus Portugal, Reyes Estévez aus Spanien und der Niederländer Gert-Jan Liefers gingen mit Aussichten auf vordere Platzierungen an den Start.
Das Feld lag im Finale zunächst dicht gedrängt zusammen, das Anfangstempo war mit einer 400-Meter-Zwischenzeit von 1:00,42 min nicht besonders schnell. Auch in der zweiten Runde änderte sich kaum etwas, der zweite 400-Meter-Abschnitt wurde in 1:01,51 min durchlaufen. Allerdings lag jetzt El Guerrouj an der Spitze und zog das Tempo allmählich an, sodass sich das Läuferfeld auseinanderzog. Jetzt wurde das Rennen immer schneller. Lagat setzte sich an die zweite Position, Dritter war der Äthiopier Mulugeta Wendimu vor Heschko und Estévez. Der Marokkaner hielt das Tempo weiterhin enorm hoch, die dritte Runde wurde in fast unglaublichen 53,28 s zurückgelegt. Wendimu fiel bald zurück und zum Vierten Estévez entstand eine deutliche Lücke. Auf der Gegengeraden kam Silva von hinten immer weiter nach vorne und zog an Estévez vorbei. In der Zielkurve und zu Beginn der Zielgeraden attackierte Lagat den führenden El Guerrouj, während Silva an Heschko vorbei auf den dritten Platz lief. Zu den beiden Führenden gab es allerdings schon einen deutlicher Abstand. Auf den letzten hundert Metern lagen Lagat und El Guerrouj nebeneinander, doch am Ende setzte sich Hicham El Guerrouj knapp durch und konnte so den erhofften Olympiasieg feiern. Bernard Lagat lag im Ziel nur elf Hundertstelsekunden zurück. Auf Platz drei lief Rui Silva ins Ziel, deutlich dahinter wurde der Kenianer Timothy Kiptanui Vierter vor Iwan Heschko, dem Briten Michael East und Reyes Estévez. Gert-Jan Liefers belegte Rang acht.
Hicham El Guerrouj war der erste marokkanische Olympiasieger über 1500 Meter der Männer.
Rui Silva gewann die erste Medaille Portugals in dieser Disziplin.

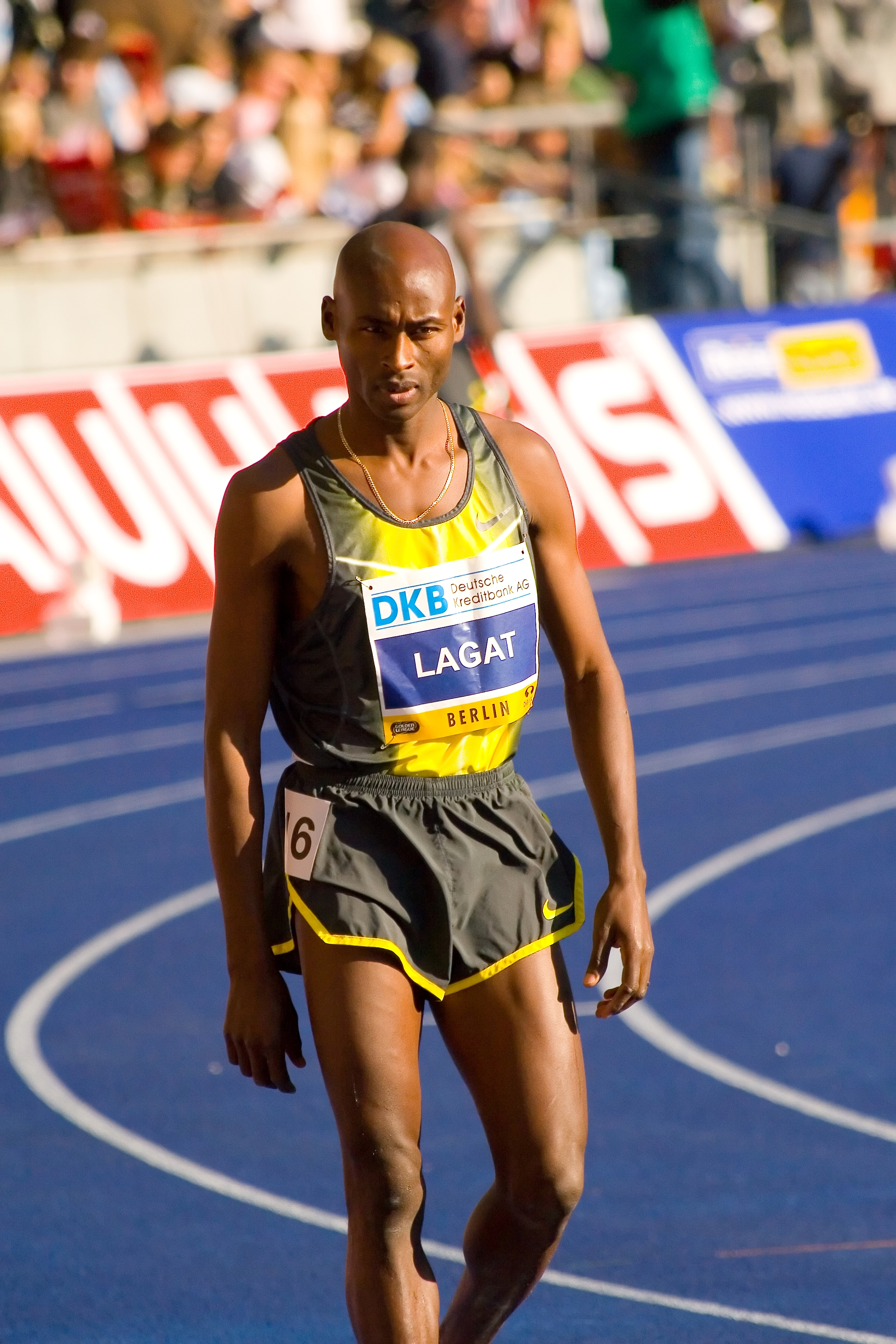
Silbermedaillengewinner Bernard Lagat
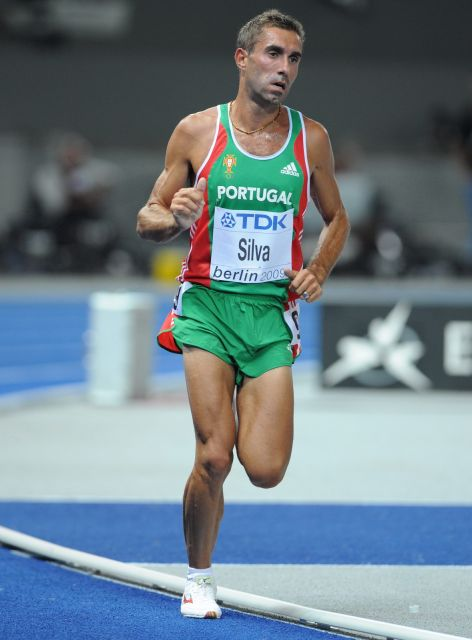
Bronzemedaillengewinner Rui Silva
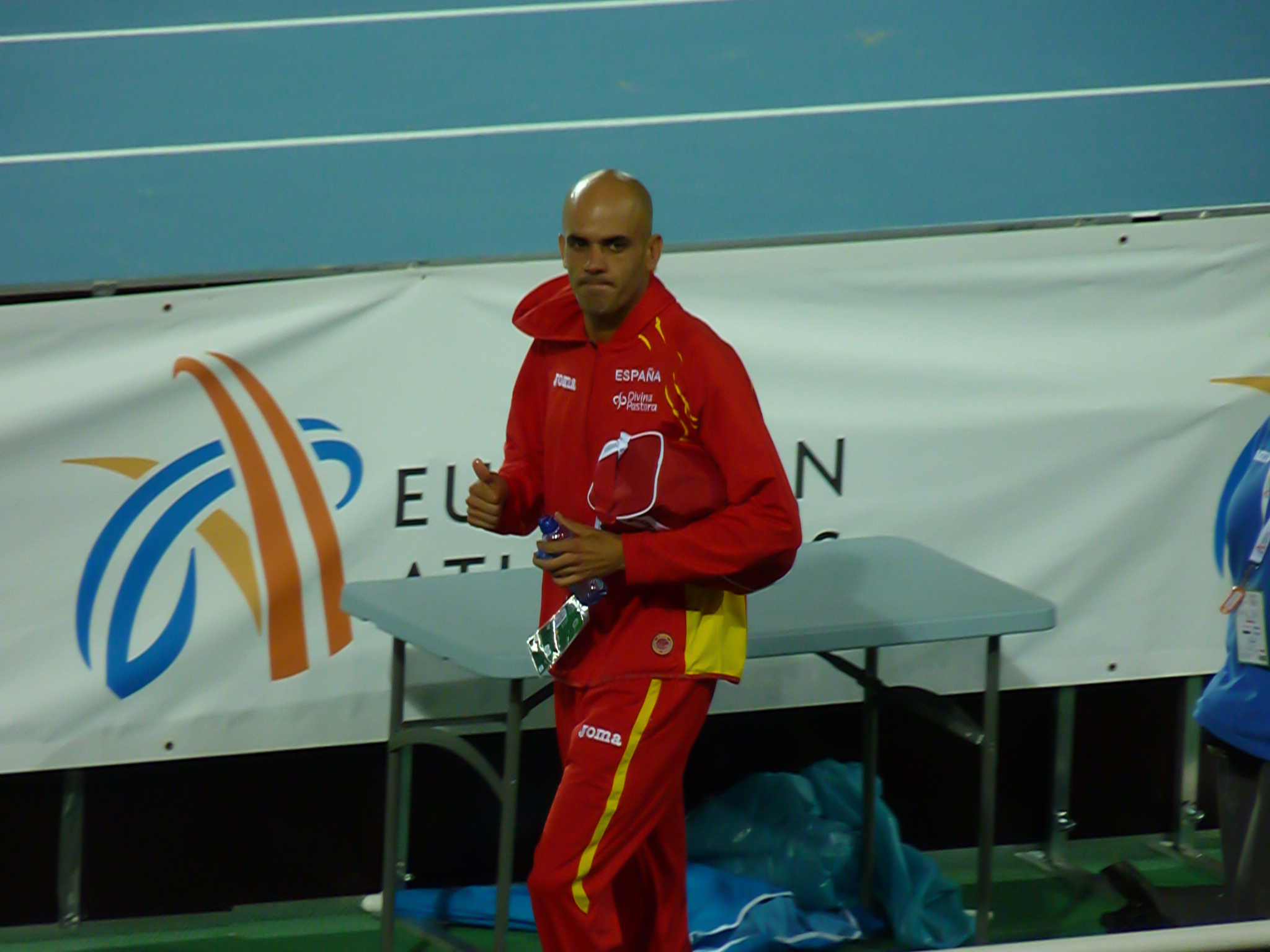
Der Olympiasiebte Reyes Estévez
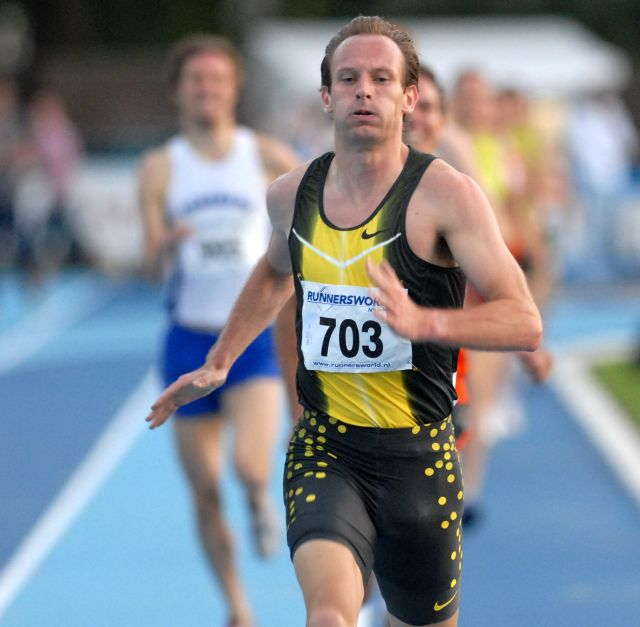
Gert-Jan Liefers belegte Rang acht

## Videolinks
- 2004 Athens Olympics 1500m Final, youtube.com, abgerufen am 15. Februar 2022
- Hicham El Guerrouj wins Athens Gold 1500m, youtube.com, abgerufen am 20. April 2018